# Bundesstraße 492
Die deutsche Bundesstraße 492 (Abkürzung: B 492) befindet sich in Baden-Württemberg und Bayern und besteht aus zwei Teilen.

## Überblick

### Teil 1
- Länge: 16,5 km
- Anfangspunkt: Blaubeuren
- Endpunkt: Ehingen

### Teil 2
- Länge: 13,7 km
- Anfangspunkt: AS Giengen/Herbrechtingen
- Endpunkt: Gundelfingen

## Verlauf

### Teil 1
- Blaubeuren (0,0 km)
- Schelklingen (6,0 km)
- Allmendingen (12,2 km)
- Ehingen (Donau) (16,5 km)

### Teil 2
- Autobahnausfahrt Giengen/Herbrechtingen (0,0 km)
- Hermaringen-West (3,6 km)
- Hermaringen-Mitte (4,5 km)
- Hermaringen-Ost (5,5 km)
- Brenz-Nord (8,5 km)
- Brenz – Obermedlingen (9,8 km)
- Bächingen – Obermedlingen (11,2 km)
- Obermedlingen-Ost (12,3 km)
- Gundelfingen (13,7 km)

## Geschichte/Weiteres
Die Bundesstraße 492 (Teil 1) wurde Anfang der 1970er Jahre eingerichtet, um das Netz der Bundesstraßen westlich von Ulm zu verbessern. Im Herbst 2007 wurde die Umfahrung von Schmiechen bei Schelklingen fertiggestellt, wobei die Bahnübergänge über die Bahnstrecke Ulm–Sigmaringen und die Bahnstrecke Reutlingen–Schelklingen beseitigt wurden. Die Bauzeit betrug fünf Jahre.
Der zweite Teil wurde erst Ende der 1980er Jahre geplant, nachdem die gesamte Bundesautobahn 7 fertiggestellt worden war. Warum hier die Nummer erneut vergeben wurde und nicht eine andere, ist unklar. Dieser zweite Teil der B 492 führte zunächst von der Anschlussstelle „Giengen/Herbrechtingen“ der A7 bis nach Hermaringen. 2012 wurde südlich von Hermaringen ein Teilstück der früheren L 1167 zur B 492 aufgestuft und im Zuge der Ortsumgehungen Brenz und Obermedlingen eine Verlängerung der B 492 bis zur Bundesstraße 16 bei Gundelfingen an der Donau gebaut. Der Abschnitt zwischen Hermaringen und Sontheim/Brenz wurde von Mai 2020 bis Oktober 2021 für 25,7 Millionen Euro saniert.